# Johan Neeskens
Johan Neeskens (født 15. september 1951, død 6. oktober 2024) var en hollandsk fodboldspiller, der nåede at spille 49 landskampe med 17 scoringer, inden han i 1981 stoppede på landsholdet. På klubplan spillede han for Ajax Amsterdam (1969-1974), FC Barcelona (1974-1979), New York Cosmos (1979-1984), FC Groningen (1984-1985), amerikanske Fort Lauderdale (1986-1987) og sluttede karrieren på de schweiziske mandskaber FC Baar (1988-1990) og FC Zug (1990-1991). Han var desuden assistenttræner for det hollandske landshold (1998-2000) og træner for klubholdet NEC Nijmegen (2000-2004). 